# Titus Statilius Maximus
Titus Statilius Maximus war ein römischer Politiker und Senator des 2. Jahrhunderts.
Maximus war wohl ein Sohn des Titus Statilius Maximus Severus Hadrianus, Suffektkonsul ca. 117. Durch ein Militärdiplom, das auf den 23. Februar 144 datiert ist, ist nachgewiesen, dass er 144 zusammen mit Lucius Hedius Rufus Lollianus Avitus ordentlicher Konsul war. Wohl 157/158 war er Prokonsul (Statthalter) der Provinz Asia.
Die senatorische Familie der Statilii Maximi, die seit Titus Statilius Maximus Severus Hadrianus zu den konsularen Familien gehörte, scheint aus Syrien zu stammen, da ein Titus Statilius Maximus Severus Patron von Heliopolis war.
Der Konsul des Jahres 171, Titus Statilius Severus, war wohl sein Sohn.